# Contea di Namhae
La contea di Namhae (남해군?, 南海郡?, Namhae-gunLR) è una delle suddivisioni della provincia sudcoreana del Sud Gyeongsang.
È una delle cinque più grandi isole della Corea del Sud ed una delle settanta isole che compongono una piccola porzione presso la costa meridionale del ben più grande Arcipelago Coreano, il quale, amministrativamente, cade nelle province del Jeolla Meridionale e del Gyeongsang Meridionale.

## Monumenti e luoghi d'interesse

### Architetture religiose
L'eremo Boriam è un antico tempio buddista che si erge poco più in basso della vetta del monte Geumsan. Secondo un'antica leggenda, a coloro che raggiungeranno la cima della salita, e quindi l'entrata del tempio, sarà concesso in dono un desiderio. L'eremo fu eretto nell'anno 683 d.C., durante il periodo di Silla Unificato, con il nome di Bogwangsa, e rappresenta uno dei tre principali templi per il culto buddista in Corea del Sud insieme all'eremo Naksansa Hongryeonam situato nella provincia del Gangwon e al tempio Bomunsa della contea di Ganghwa.

### Aree naturali
Nella contea si trova il Parco Nazionale Hallyeohaesang.
Il monte Geumsan detiene una notevole importanza a livello storico e naturalistico, e nel 2008 è stato designato Monumento Naturale della Provincia del Gyeongsang Meridionale n. 39 dal governo sudcoreano.